# Опара, Степан
Степа́н Опа́ра (укр. Степан Опара; (? — 1665) — гетман Войска Запорожского в 1665 году, полковник чигиринского полка в 1661 году.

## Биография
Дата и место рождения Опары неизвестны. Впервые Опара упоминается в письменных источниках в конце 1660 года: тогда он служил в качестве сотника Медведевской сотни Чигиринского полка.
Во время службы у старшего сына Богдана Хмельницкого, по смерти отца ставшего гетманом, Юрия Хмельницкого выполнял его поручения в Варшаве.
В ходе восстания против Павла Тетери в июне 1665 года захватил при помощи татар Умань и самозванно провозгласил себя гетманом Правобережной Украины. Опара пытался заключить договор с кошевым атаманом Запорожской Сечи Иваном Сирко и брацлавским полковником Василием Дроздом для совместной борьбы с Крымским ханством и Польшей. Гетманский пост Опара занимал всего 2 месяца.
18 августа 1665 года около Богуслава его и нескольких представителей казацкой старшины захватили татары и выдали полякам. Опара был заключён в Мариенбургской крепости.
В октябре 1665 года Опару казнили в Варшаве (по другим данным — в королевской ставке под Равой-Мазовецкой).